# Casque M1934/39
Le casque M1934/39 était le principal casque de combat utilisé par les forces armées grecques pendant la Seconde Guerre mondiale. La Grèce avait acheté ces casques en Italie avant le conflit en remplacement de ses casques Adrian datant de l’époque de la Première Guerre mondiale et équipa avec des revêtements fabriqués localement.

## Contexte
Le M1934/39 fut initialement produit et testé en Italie comme un successeur possible des casques Adrian de l'armée italienne. Le casque ne respectait pas les spécifications, mais ils furent vendus à la Grèce comme des coquilles nues juste avant le début de la Seconde Guerre mondiale. Une fois que les Grecs reçurent les M1934/39, ils les peignirent en vert et ajoutèrent leurs propres garnitures et jugulaires. Ces garnitures étaient en cuir et étaient constitué de sept languettes. L'une des languettes était marquée d'une couronne et des mots « ΕΛΛΗΝΙΚΟΣ ΣΤΡΑΤΟΣ » (« Armée grecque »). En raison du déclenchement soudain des hostilités entre la Grèce et l'Italie, la Grèce ne reçu pas la totalité des casques commandés et, en conséquence, ne fut pas en mesure d'équiper l'armée entière avec le M1934/39.

## Seconde Guerre mondiale et après-guerre
Après que les forces italiennes et allemandes défirent les forces grecques en 1941 (voir la bataille de Grèce), beaucoup de M1934/39 furent réaffectés à des troupes d'occupation et utilisés dans le pays jusqu'à la fin de la guerre. Une fois que les hostilités eurent pris fin en 1945, les autorités grecques rénovèrent un grand nombre de ces casques avec des revêtements en cuir de style britannique et les remirent en service dans diverses unités de police jusqu'aux années 1960.

## Galerie

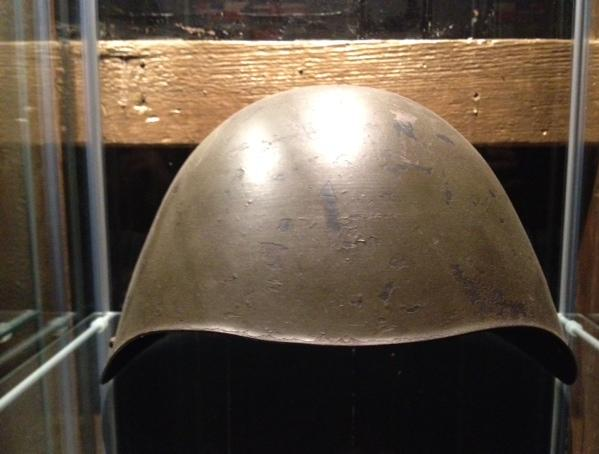
Vue de face du casque M1934/39
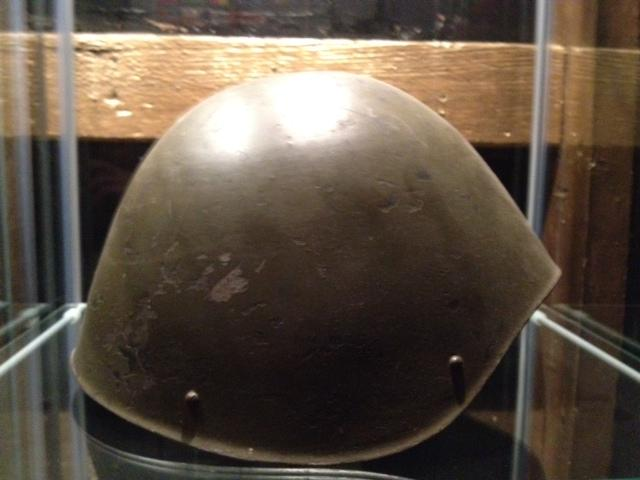
Vue de côté
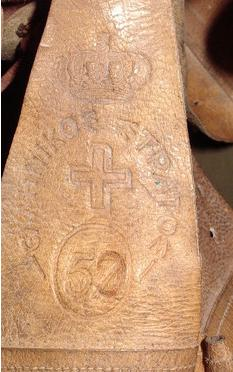
Languette intérieure avec les mots "ΕΛΛΗΝΙΚΟΣ ΣΤΡΑΤΟΣ"